# Peter Gschnitzer
Peter Gschnitzer (Racines, 10 de julio de 1953) es un deportista italiano que compitió en luge en la modalidad doble.
Participó en dos Juegos Olímpicos de Invierno en los años 1976 y 1980, obteniendo una medalla de plata en Lake Placid 1980 en la prueba doble. Ganó una medalla de plata en el Campeonato Mundial de Luge de 1977, y una medalla de bronce en el Campeonato Europeo de Luge de 1979.

## Palmarés internacional
| Juegos Olímpicos   | Juegos Olímpicos             | Juegos Olímpicos  | Juegos Olímpicos |
| Año                | Lugar                        | Medalla           | Prueba           |
| ------------------ | ---------------------------- | ----------------- | ---------------- |
| 1980               | Lake Placid (Estados Unidos) | Medalla de plata  | Doble            |
| Campeonato Mundial |                              |                   |                  |
| Año                | Lugar                        | Medalla           | Prueba           |
| 1977               | Igls (Austria)               | Medalla de plata  | Doble            |
| Campeonato Europeo |                              |                   |                  |
| Año                | Lugar                        | Medalla           | Prueba           |
| 1979               | Oberhof (RDA)                | Medalla de bronce | Doble            |